# Taramundi
Taramundi é um concelho (município) da Espanha na província e Principado das Astúrias. Tem 82,16 km² de área e em 2019 tinha 623 habitantes (densidade: 7,6 hab./km²).

## Demografia
| Variação demográfica do município entre 1991 e 2004 | Variação demográfica do município entre 1991 e 2004 | Variação demográfica do município entre 1991 e 2004 | Variação demográfica do município entre 1991 e 2004 |
| --------------------------------------------------- | --------------------------------------------------- | --------------------------------------------------- | --------------------------------------------------- |
| 1991                                                | 1996                                                | 2001                                                | 2004                                                |
| 1035                                                | 975                                                 | 875                                                 | 840                                                 |